# Acacieae
Tribu
Les Acacieae sont une tribu de plantes à fleurs dicotylédones de la famille des Fabaceae, sous-famille des Mimosoideae,  qui comprend cinq à sept genres.

Les Acacieae sont, avec les Ingeae, Mimoseae et Mimozygantheae, l'une des quatre tribus comprises historiquement dans la sous-famille des Mimosoideae. Cependant les études de phylogénétique moléculaire ont montré que ces regroupements étaient artificiels. Plusieurs sous-groupes informels, inclus dans le clade des Mimosoïdes (ce dernier étant inclus dans la sous-famille des Caesalpinioideae) ont été proposés, sans qu'ils soient encore décrits officiellement en tant que tribus.

## Liste des genres
Selon NCBI (8 août 2018) :
- Acacia Mill.
- Acaciella Britton & Rose,1928
- Mariosousa Seigler & Ebinger, 2006
- Parasenegalia Seigler & Ebinger, 2017
- Pseudosenegalia Seigler & Ebinger, 2017
- Senegalia Raf., 1838
- Vachellia Wight & Arn.